# 91 Samodzielna Kompania Czołgów Rozpoznawczych

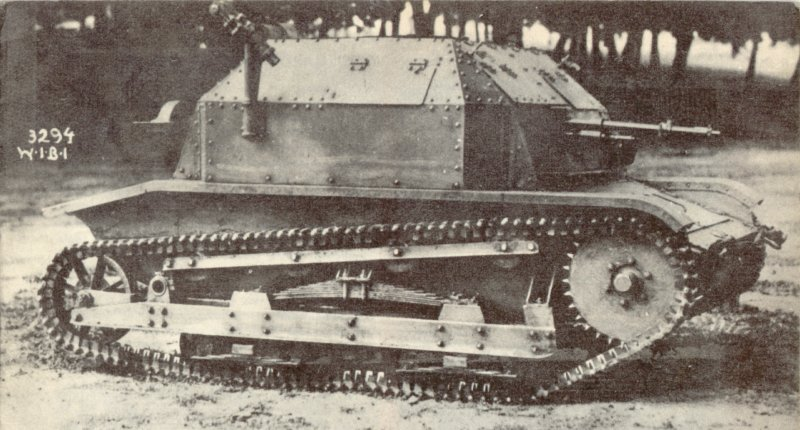
czołg TK-3 – czołg podstawowy kompanii

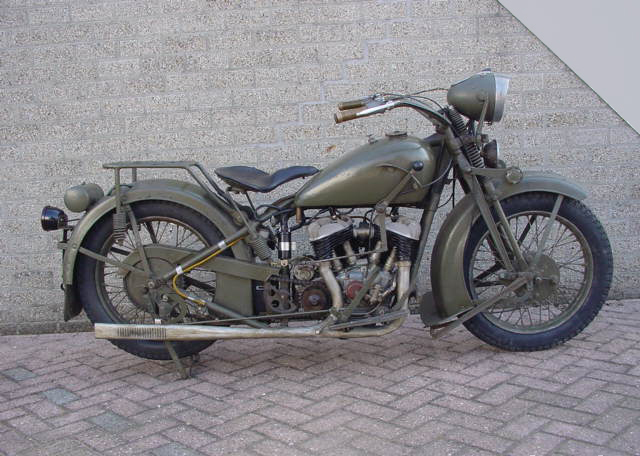
Motocykl Sokół 1000

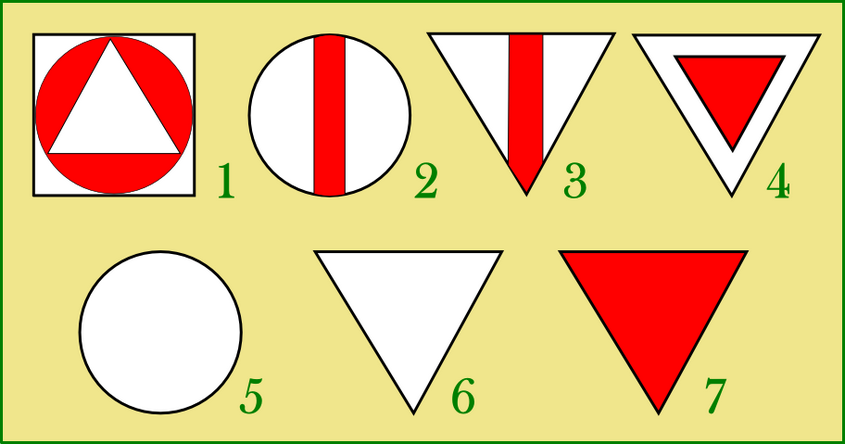
Znaki taktyczne malowane na czołgach lekkich i rozpoznawczych

91 samodzielna kompania czołgów rozpoznawczych (91 skczr) – pancerny pododdział rozpoznawczy Wojska Polskiego II RP.
Kompania została sformowana w dniach 23–24 marca 1939, w garnizonie Brześć, w mobilizacji alarmowej, w grupie jednostek oznaczonych kolorem „czerwonym”, przez 4 batalion pancerny z przeznaczeniem dla Armii „Łódź” – 10 DP. Na wyposażeniu posiadała 13 czołgów rozpoznawczych TK-3 uzbrojonych w 7,92 mm ckm.

## 91 skczr w kampanii wrześniowej
28 marca 1939 została zawagonowana i przewieziona koleją do Łodzi. Tu została podporządkowana 10 DP i w jej składzie przemaszerowała do miejscowości Męka pod Sieradzem. Kolejne miesiące wykorzystano na szkolenie, zgranie rezerwistów z kadrą kompanii, a także na poprawę stanu technicznego sprzętu (przy pomocy 10 batalionu pancernego ze Zgierza).
Zmieniające się koncepcje wykorzystania 10 Dywizji rzutowały na kolejne zmiany w dyslokacji pododdziału: 15 lipca wysunięto kompanię nad granicę do Hanulina pod Kępnem, a 28 sierpnia przesunięto do Doruchowa, gdzie weszła w skład tworzonego właśnie Zgrupowania płk. Jana Zientarskiego. Z chwilą wybuchu wojny kompania otrzymała zadanie osłony prawego skrzydła zgrupowania.
Rano 1 września jednym plutonem prowadziła rozpoznanie pod Ostrowem Wielkopolskim, a wracając natknęła się na niemiecki patrol konny, który rozproszyła, biorąc kilku jeńców. Drugi pluton dozorował koło Mikorzyna kierunek z Kępna na Grabów. Następnie cała kompania osłaniała odwrót Zgrupowania płk. Zientarskiego w kierunku rzeki Prosny na skraju lasów koło Ostrzeszowa. Nazajutrz jeden pluton otrzymał zadanie wsparcia batalionu I/28 pułku Strzelców Kaniowskich toczącego od świtu walki pod Węglewicami nad Prosną. Reszta kompanii pozostała w lesie na wschód od Grabowa jako odwód. Wieczorem całość odmaszerowała po osi Głuszyna – Wojków. 3 września kompania wyszła ze składu Zgrupowania płk. Zientarskiego i została podporządkowana dowódcy 31 pułku Strzelców Kaniowskich. Patrolowała jednym plutonem w kierunku Kalisza podtrzymując tam łączność z tylnymi strażami 25 DP. Pozostała część 91 kompanii wspierała obsadzającą wieś Błaszki kompanię 1/31 pp. Po zapadnięciu zmroku kompania wycofała się w kierunku m. Warta. Pluton techniczno-gospodarczy zbombardowany został w m. Rossoszyca, poległ jeden podoficer, a dwóch strzelców zostało rannych, uszkodzone zostały pojazdy plutonu. W nocy na 4 września kompania przeszła na prawy brzeg Warty i otrzymała rozkaz wzmocnienia batalionu II/28 pp, zamykającego szosę prowadzącą z Warty do Rossoszycy. Z uwagi na znaczne zużycie dojechało tam 9 czołgów. 5 września z uwagi na zużycie czołgów w obronie linii Warty 91 kompania walczyła prowadząc ogień z wykopanych stanowisk na skraju lasu (jest to jeden z dwóch znanych wypadków wykorzystania w 1939 okopów czołgowych). 2 pluton w składzie 4 TK-3 wsparł nieudane natarcie batalionu ON "Kępno" na wieś Mnichów. Po południu dowódca baterii 1/10 pal zwrócił się o pomoc w ratowaniu jego armat, opanowanych przez niemieckich piechurów. Zdecydowanie uderzenie 2 plutonu i własnej piechoty odrzuciło przeciwnika, umożliwiając zaprzodkowanie i wywiezienie dział, utracono przy tym jeden czołg. Podczas opuszczania stanowisk nad Wartą wieczorem pozostawiono kolejny czołg, którego nie zdołano naprawić. 6 września 91 skczr odjechała do Szadka tracąc łączność z 10 DP. 7 września kompania w sile 7 czołgów wykonała marsz przez Lutomiersk do Antoninka. 7 września dwa wozy 2 plutonu wysłano wraz z cysterną z zadaniem spalenia mostu na Nerze między Lutomierskiem a Mirosławicami. Przeprawa ta obsadzona już była jednakże przez pododdziały z 85 pp niemieckiej 10 DP. Tankietki zostały trafione pociskami zamaskowanych działek ppanc. i spalone. Po południu 91 skczr odjechała przez Zgierz i Łowicz do lasów pod Bolimowem. 8 września kompania marszem przez Błonie dotarła do stolicy i po uzupełnieniu paliwa przejechała na prawy brzeg Wisły. Kapitan Stanisław Kraiński razem z dowódcą 2 plutonu udał się kilkoma sprawnymi samochodami do Brześcia celem uzyskania pomocy technicznej. Następnego dnia do stojącej w lesie Anin kompanii dotarł czołg przywieziony z Brześcia przez ppor. rez. Romana Okuszkę. 9 września por. Szuder nawiązał łączność z dowództwem 10 DP, gdzie otrzymał rozkaz wsparcia 1 pułku kawalerii KOP i batalionu II/31 ppSK w natarciu na północną część przyczółka niemieckiego na wysokości Góry Kalwarii. Na pozycji wyjściowej pod Świdrem z uwagi na zły stan techniczny czołgów pozostały 2 czołgi, z trzech pozostałych, dwa wzięły udział w natarciu pomiędzy wałem wiślanym a rzeką i pomogły własnym oddziałom w wyparciu ze wsi Ostrowiec ubezpieczenia z 37 batalionu pionierów niemieckiej 1 Dywizji Pancernej. Jeden uszkodzony w walce czołg został odholowany. Do 91 skczr 10 września dołączono resztki 32 skczr. Pododdział ten, liczący 90 ludzi i 9 wozów bojowych, otrzymał rozkaz odjazdu do stolicy. Uzupełniono nim kompanię czołgów rozpoznawczych Dowództwa Obrony Warszawy. Ppor. Okuszko objął w niej dowództwo 1 plutonu, a por. Waśkowski plutonu techniczno-gospodarczego. Czołgów kompanii rozpoznawczej użyto 26 września podczas powstrzymania niemieckiego natarcia w rejonie torów kolejowych dworca Warszawa-Zachodnia. Ostrzelane ogniem artylerii niemieckiej czołgi wycofały się uszkodzone. 29 września czołgi pochodzące z 91 skczr pozostawiono na Wybrzeżu Kościuszkowskim zgodnie z warunkami kapitulacji.

## Organizacja i obsada etatowa
Obsada 1 września 1939:
- dowódca kompanii – kpt. Stanisław Kraiński (do 8 IX 1939, 1940 Katyń)
- dowódca I plutonu – por. Jan Szuder (od 9 IX 1939 dowódca kompanii)
- dowódca II plutonu
  - ppor. rez. Bogdan Martini (do 8 IX 1939[b])
  - ppor. rez. Roman Radwan-Okuszko (od 9 IX 1939[10])
- dowódca plutonu techniczno-gospodarczego – por. Bronisław Waśkowski
- szef kompanii – st. sierż. Bronisław Benc[10]
- sierż. Michał Lesiuk († 3 IX 1939 Rossoszyca)[10]